# 2,6-Dichlorofenoloindofenol
2,6-Dichlorofenoloindofenol, DCPIP, DCIP, – organiczny związek chemiczny używany jako barwny utleniacz i wskaźnik przy reakcjach redoks. Utleniony DCPIP jest niebieski (maksimum absorpcji 600 nm), zredukowany bezbarwny.
DCPIP używa się między innymi do oznaczania zawartości kwasu askorbinowego (witaminy C) w materiale roślinnym. Reakcja przebiega według schematu:
DCPIP (niebieskie) + H+ → DCPIPH (różowe)

DCPIPH (różowe) + witamina C → DCPIPH2 (bezbarwne)
DCPIP może być stosowany do pomiarów przebiegu fotosyntezy. Barwnik ten znajdujący się w systemie fotosyntetycznym eksponowanym na światło traci barwę. DCPIP wykazuje większe powinowactwo elektronowe niż ferredoksyna i w fotosyntetycznym łańcuchu transferu elektronu jest redukowany jako odpowiednik NADP+, który jest normalnym przenośnikiem elektronu w fotosyntezie. Jako że zredukowany DCPIP traci barwę, zwiększa się transmisja światła, która może zostać zmierzona przy użyciu spektrofotometru.